# 瓜尔韦托·比利亚罗埃尔县

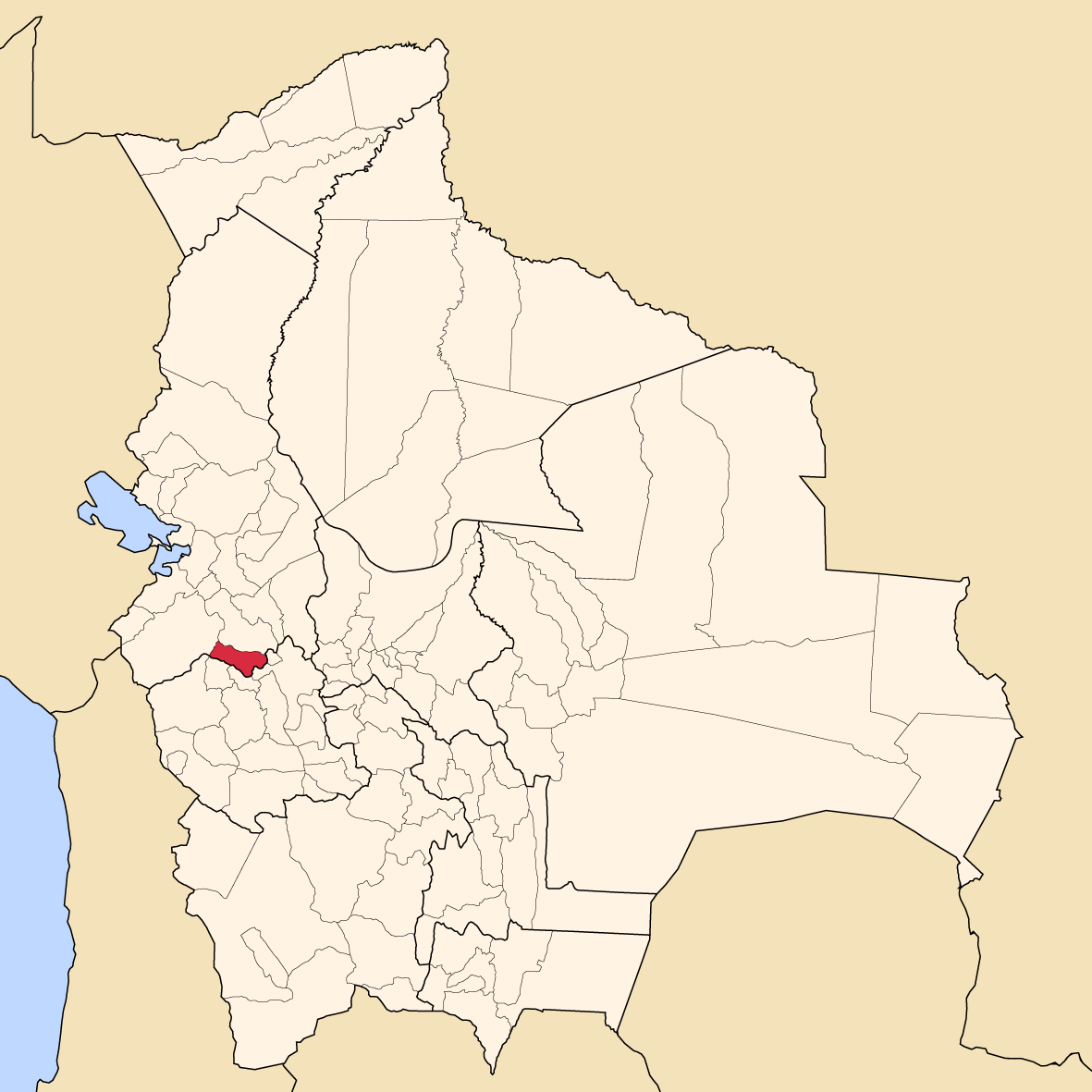

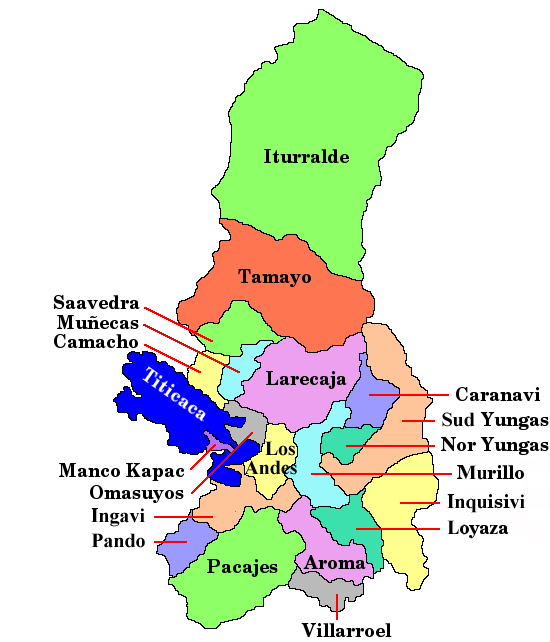

瓜爾韋托·比利亞羅埃爾县（西班牙語：Provincia de Gualberto Villarroel）是玻利維亞的县份，位於該國西部，屬於拉巴斯省的一部分，县府設於聖佩德羅-德庫拉瓦拉，面積1,935平方公里，2012年人口17,782。該县以總統瓜爾韋托·比利亞羅埃爾命名。